# Thecla melidor
Thecla melidor är en fjärilsart som beskrevs av Druce 1909. Thecla melidor ingår i släktet Thecla och familjen juvelvingar. Inga underarter finns listade i Catalogue of Life.